# Wingen, Bas-Rhin
Wingen là một xã trong vùng hành chính Alsace-Champagne-Ardenne-Lorraine, thuộc tỉnh Bas-Rhin, quận Haguenau-Wissembourg, tổng Wissembourg. Tọa độ địa lý của xã là 49° 01' vĩ độ bắc, 07° 48' kinh độ đông. Wingen nằm trên độ cao trung bình là 265 mét trên mặt nước biển, có độ cao thấp nhất là 220 mét và độ cao nhất là 553 mét. Xã có diện tích 16,79 km², dân số vào thời điểm 1999 là 470 người; mật độ dân số là 27 người/km².

## Thông tin nhân khẩu
| 1962 | 1968 | 1975 | 1982 | 1990 | 1999 |
| ---- | ---- | ---- | ---- | ---- | ---- |
| 470  | 496  | 485  | 451  | 456  | 470  |